# Pommeuse
Pommeuse là một xã ở tỉnh Seine-et-Marne, thuộc vùng Île-de-France ở miền bắc nước Pháp.

## Các xã lân cận
- Faremoutiers
- Mouroux
- La Celle-en-Bas
- Saint-Augustin

## Dân số
The population has doubled in 30 years, as it did in a large part of the east of the Paris area.
| | 1975  | 1982  | c. 1990 | 1999  | 2001  |
| --- | ----- | ----- | ------- | ----- | ----- |
| Tổng số | 1370  | 1518  | 1808    | 2476  | 2520  |
| Dân số nội thị | ????? | ????? | ?????   | ????? | ????? |
| Dân số không tính trùng | ????? | ????? | ?????   | ????? | ????? |
| Figure recorded starting from 1990: Population without double counts (ex students or soldiers living in two towns at once) |       |       |         |       |       |